# Charles Marie Joseph Dubois de Ferrières
Pour les articles homonymes, voir Dubois.
Charles Marie Joseph Dubois de Ferrières, né le 22 octobre 1772 à Hilversum (Pays-Bas), mort le 4 juillet 1829 à Malines (Belgique), est un général.

## États de service
Il entre en service en 1788, comme sous-lieutenant dans un régiment de dragons français. Le 9 juillet 1795, il passe sous-lieutenant au 2e régiment de cavalerie de la République batave et il devient lieutenant le 27 février 1798. Il est promu capitaine le 10 octobre 1799, par le général Brune, pour avoir pris à l’ennemi 2 canons à la bataille de Castricum le 6 octobre.
Le 15 juillet 1806, il est affecté dans la Garde du Royaume de Hollande et il est fait chevalier de l’Ordre de l'Union le 16 février 1807. Il est nommé colonel le 9 août 1809, au régiment de hussards de la Garde royale hollandaise et le 30 octobre 1810, après le rattachement du royaume à la France, il devient colonel major au 2e régiment de chevau-légers lanciers de la Garde impériale. Il est fait chevalier de l’Ordre de la Réunion le 7 mars 1812, chevalier de la Légion d’honneur le 14 avril 1813 et il est créé baron de l’Empire le 26 novembre 1813.
Lors de la Première Restauration, il est mis à la suite dans le corps royal des chevau-légers lanciers de France le 8 août 1814 et il est élevé au grade d’officier de la Légion d’honneur le 24 octobre 1814. Il est promu général de brigade le 24 novembre 1814 et il reçoit la croix de chevalier de Saint-Louis.
Pendant les Cent-Jours, il est nommé major au régiment de chevau-légers lanciers de la Garde impériale le 14 avril 1815 et il est confirmé dans son grade de général de brigade le 14 juin 1815. Il démissionne du service français le 3 décembre 1815.
Le 25 février 1819, il est nommé général-major dans l’armée des Pays-Bas et il est admis à la retraite le 28 juillet 1822.
Il meurt le 4 juillet 1829, à Malines.

## Sources
- (en) « Generals Who Served in the French Army during the Period 1789 - 1814: Eberle to Exelmans »
- Thierry Pouliquen, « Les généraux français et étrangers ayant servis [sic] dans la Grande Armée » (consulté le 2 août 2015)
- « La noblesse d’Empire » (consulté le 2 août 2015)
- Vicomte Révérend, Armorial du premier empire, tome 2, Honoré Champion, libraire, Paris, 1897, p. 85.
- « Cote LH/269/58 », base Léonore, ministère français de la Culture
- (pl) « Napoléon.org.pl »

## Armoiries
| Figure | Nom du baron et blasonnement |
| ------ | --- |
|        | Armes du baron Charles-Marie-Joseph Dubois de Ferrières et de l'Empire, décret du 26 novembre 1813, lettres patentes du 24 janvier 1814, officier de la Légion d'honneur Écartelé ; au premier d'argent au lion rampant, contourné de sable ; au deuxième des barons tirés de l'armée ; au troisième de sable à cinq chevrons l'un sur l'autre, d'argent ; au quatrième d'azur au chevron d'argent, accompagné de trois quintefeuilles du même, deux en chef, une en pointe - Livrées : les couleurs de l'écu. |